# Dębowa Kłoda (gemeente)
De gemeente Dębowa Kłoda is een landgemeente in het Poolse woiwodschap Lublin, in powiat Parczewski.
De zetel van de gemeente is in Dębowa Kłoda.
Op 30 juni 2004 telde de gemeente 3974 inwoners.

## Oppervlaktegegevens
In 2002 bedroeg de totale oppervlakte van gemeente Dębowa Kłoda 188,29 km², waarvan:
- agrarisch gebied: 60%
- bossen: 30%

De gemeente beslaat 19,77% van de totale oppervlakte van de powiat.

## Demografie
Stand op 30 juni 2004:
| Omschrijving                   | Totaal | Totaal | Vrouwen | Vrouwen | Mannen | Mannen |
| ------------------------------ | ------ | ------ | ------- | ------- | ------ | ------ |
| eenheid                        | aantal | %      | aantal  | %       | aantal | %      |
| inwoners                       | 3974   | 100    | 2021    | 50,9    | 1953   | 49,1   |
| bevolkingsdichtheid (inw./km²) | 21,1   | 21,1   | 10,7    | 10,7    | 10,4   | 10,4   |

In 2002 bedroeg het gemiddelde inkomen per inwoner 1649,55 zł.

## Administratieve plaatsen (sołectwo)
Bednarzówka, Białka, Chmielów, Dębowa Kłoda, Hanów, Kodeniec, Korona, Krzywowierzba-Kolonia, Leitnie, Lubiczyn, Makoszka, Marianówka, Nietiahy, Pachole, Plebania Wola, Stępków, Uhnin, Wyhalew, Zadębie, Żmiarki.

## Aangrenzende gemeenten
Jabłoń, Parczew, Podedwórze, Sosnowica, Stary Brus, Uścimów, Wyryki